# 스즈메노미야역
스즈메노미야역(일본어: 雀宮駅)은 일본 도치기현 우쓰노미야시에 있는 동일본 여객철도 도호쿠 본선의 역이다. 우쓰노미야 선 구간에 포함되어 있다. 이 역에서부터 우쓰노미야역까지의 7.7km는 도호쿠 본선 전체에서 세 번째로 긴 역간 거리이다.

## 타는 곳
| 1 | ■ 우쓰노미야 선    | (하행)             | 우쓰노미야 · 구로이소 방면               |        |
| 2 | ■ 우쓰노미야 선    | (하행)             | 우쓰노미야 · 구로이소 방면               |        |
| 2 | ■ 우쓰노미야 선    | (상행)             | 이시바시 · 오야마 · 오미야 · 우에노 방면 | 대피선 |
| 2 | ■ 쇼난 신주쿠 라인 | (요코스카 선) 직통 | 오미야 · 신주쿠 · 요코하마 · 오후나 방면 | 대피선 |
| 3 | ■ 우쓰노미야 선    | (상행)             | 이시바시 · 오야마 · 오미야 · 우에노 방면 |        |
| 3 | ■ 쇼난 신주쿠 라인 | (요코스카 선) 직통 | 오미야 · 신주쿠 · 요코하마 · 오후나 방면 |        |

## 이용 현황
| 승차 인원 추이 | 승차 인원 추이      |
| 연도           | 하루 평균 승차 인원 |
| -------------- | ------------------- |
| 2000           | 3,411               |
| 2001           | 3,374               |
| 2002           | 3,314               |
| 2003           | 3,246               |
| 2004           | 3,187               |
| 2005           | 3,220               |
| 2006           | 3,247               |
| 2007           | 3,303               |
| 2008           | 3,345               |
| 2009           | 3,333               |
| 2010           | 3,317               |

## 역 주변
- 국도 제4호선
- 스즈메노미야 신사
- 우쓰노미야 시청 스즈메노미야 지구 시민센터
- 육상자위대 기타우쓰노미야 주둔지
- 육상자위대 우쓰노미야 주둔지
- 도치기 현 종합 운동공원
- 아시가카 은행 스즈메노미야 지점
- 간토 교통 스즈메노미야 영업소
- 우쓰노미야 환상도로
- 우쓰노미야 시 소방본부 미나미 소방서
- 신카와 강

## 인접 정차역
| 동일본 여객철도 도호쿠 본선 | 동일본 여객철도 도호쿠 본선                                                     | 동일본 여객철도 도호쿠 본선 |
| --------------------------- | ------------------------------------------------------------------------------- | --------------------------- |
| 이시바시 우에노 방면        | ■ 통근쾌속 ■ 쾌속 '래빗' ■ 쇼난 신주쿠 라인 쾌속 ■ 보통 ■ 쇼난 신주쿠 라인 보통 | 우쓰노미야 구로이소 방면    |